# MapQuest
MapQuest, Inc. ist eine US-amerikanische Tochtergesellschaft der AOL Inc. mit Firmensitz in Denver, Colorado. MapQuest bietet kostenlose Karten- sowie Routingdienste auf Basis verschiedener kommerzieller (NAVTEQ) und freier (OpenStreetMap) Geodaten an.
MapQuest wurde 1967 als Kartographie-Sparte des US-Verlages R.R. Donnelley & Sons gegründet. Nach der Ausgliederung im Jahr 1994 als GeoSystems Global Corporation startete am 5. Februar 1996 der Internetauftritt unter mapquest.com. 1999 erfolgte schließlich die Umbenennung des Unternehmens in MapQuest, Inc. Ein Jahr später wurde MapQuest von AOL gekauft und entwickelte sich zu einem der führenden Online-Kartendienste weltweit.